# نبرد چانگدی
نبرد چانگدی (انگلیسی: Battle of Changde) یکی از ۲۲ درگیری اصلی بین ارتش انقلابی ملی (NRA) و نیروی زمینی امپراتوری ژاپن (IJA) در طول جنگ دوم چین و ژاپن بود.bokstosni4